# Gibraltar Point
Gibraltar Point är en udde i Storbritannien.   Den ligger i grevskapet Lincolnshire och riksdelen England, i den sydöstra delen av landet, 180 km norr om huvudstaden London.
Terrängen inåt land är mycket platt. Havet är nära Gibraltar Point åt sydost.  Närmaste större samhälle är Skegness, 4,8 km norr om Gibraltar Point. 